# Euriphene theodota
Euriphene theodota är en fjärilsart som beskrevs av Gustaaf Hulstaert 1924. Euriphene theodota ingår i släktet Euriphene och familjen praktfjärilar. Inga underarter finns listade i Catalogue of Life.